# Daniil Alexandrowitsch Miromanow
Daniil Alexandrowitsch Miromanow (russisch Даниил Александрович Мироманов; englische Transkription: Daniil Alexandrovich Miromanov; * 11. Juli 1997 in Moskau) ist ein russischer Eishockeyspieler, der seit März 2024 bei den Calgary Flames aus der National Hockey League (NHL) unter Vertrag steht und dort auf der Position des Verteidigers spielt. Zuvor war Miromanow bereits für die Vegas Golden Knights in der NHL aktiv.

## Karriere
Daniil Miromanow begann seine Karriere als Eishockeyspieler bei den Vereinen Soswesdije und Rus in seiner Heimatstadt Moskau. Mit 16 Jahren zog es ihn nach Nordamerika. Dort spielte der Verteidiger zunächst zwei Jahre für die Toronto Junior Canadiens in der Greater Toronto Hockey League, kam aber auch zu einem Einsatz für die Orangeville Flyers in der Ontario Junior Hockey League. In dieser Zeit wählte ihn der HK Sotschi beim KHL Junior Draft 2014 in der zweiten Runde als insgesamt 92. Spieler aus. Im selben Jahr wurde er beim CHL Import Draft von Titan d’Acadie-Bathurst in der zweiten Runde an Gesamtposition 112 gezogen. Zu diesem Team wechselte Miromanow im Sommer 2015 auch. Nach zwei Jahren in der Ligue de hockey junior majeur du Québec (LHJMQ) kehrte er 2017 nach Russland zurück, wo er insgesamt 25 Spiele für seinen KHL-Draftverein und dessen Farmteam Disel Pensa aus der Wysschaja Hockey-Liga absolvierte, bevor der Russe bereits im Dezember 2017 in die LHJMQ zurückkehrte, wo er die Saison bei den Moncton Wildcats aus New Brunswick beendete.
Nachdem Miromanow die Spielzeit 2018/19 beim HC Pardubice in der tschechischen Extraliga sowie den Manchester Monarchs in der ECHL verbracht hatte, nahm er einen erneuten Anlauf in Russland. Nach einem Jahr bei SKA-Newa Sankt Petersburg aus der Wysschaja Hockey-Liga lief der Abwehrspieler in der Saison 2020/21 erneut für den HK Sotschi in der Kontinentalen Hockey-Liga (KHL) auf. Im März 2021 verpflichteten ihn die Vegas Golden Knights aus der National Hockey League (NHL) als Free Agent. Wurde er zunächst bei deren Farmteam Henderson Silver Knights aus der American Hockey League (AHL) eingesetzt, so kam der 24-Jährige am 24. Oktober 2021 gegen die New York Islanders zu seinem NHL-Debüt. Überwiegend wurde Miromanow jedoch weiter in der AHL eingesetzt und 2023 auch für das AHL All-Star Classic nominiert. Nachdem er in der Saison 2023/24 kaum eingesetzt worden war und nur vier Spiele für die Golden Knights sowie fünf Spiele für die Silver Knights absolviert hatte, wechselte der Defensivspieler im März 2024 im Tausch gegen Michail Worobjow zu den Calgary Flames. Sein am Saisonende auslaufender Vertrag wurde seitens der Flames umgehend um zwei Jahre verlängert.

## Erfolge und Auszeichnungen
- 2020 KHL-Verteidiger des Monats Oktober
- 2023 Nominierung für das AHL All-Star Classic

## Karrierestatistik
Stand: Ende der Saison 2024/25
(Legende zur Spielerstatistik: Sp oder GP = absolvierte Spiele; T oder G = erzielte Tore; V oder A = erzielte Assists; Pkt oder Pts = erzielte Scorerpunkte; SM oder PIM = erhaltene Strafminuten; +/− = Plus/Minus-Bilanz; PP = erzielte Überzahltore; SH = erzielte Unterzahltore; GW = erzielte Siegtore; 1 Play-downs/Relegation; Kursiv: Statistik nicht vollständig)